# Двухполосый зуёк
Двухполосый зуёк (лат. Anarhynchus bicinctus) — вид птиц семейства ржанковых.

## Описание
Длина тела 18—21 см. Масса около 70 грамм. Взрослые птицы в брачном наряде белые с тёмной серо-бурой спиной и отчётливо заметной коричневой грудью, а также с тонкой чёрной полосой под шеей, между глаз и клювом. У более молодых птиц отсутствуют полосы и часто верхняя сторона имеет крапины коричневого цвета и меньше участков с белым оперением.

## Распространение
Вид широко распространён на острове Южный Новой Зеландии, на севере он встречается редко. Номинативная форма — частично мигрирующая, гнездится в Новой Зеландии и на архипелаге Чатем, а зимует в Австралии, Новой Каледонии, на Вануату и Фиджи, другие экземпляры остаются в Новой Зеландии. Подвид островов Окленд — оседлый, некоторые птицы перемещаются со своих территорий на побережье. Вид обитает на пляжах, лугах и открытых ландшафтах.

## Размножение
Период гнездования с августа по декабрь В кладке от 2 до 4 яиц. Яйца серые с крапинами чёрного цвета. Тем самым они хорошо скрыты среди камней рек и гравия, которые образуют основную часть очень простого гнёзда. Высиживание длится 25 дней. Птенцы покидают гнездо через 26 дней после появления на свет.

## Подвиды
Признаны два подвида, номинативная форма Charadrius bicinctus bicinctus гнездится в Новой Зеландии и на архипелаге Чатем, Charadrius bicinctus exilis на островах Окленд.

## Галерея

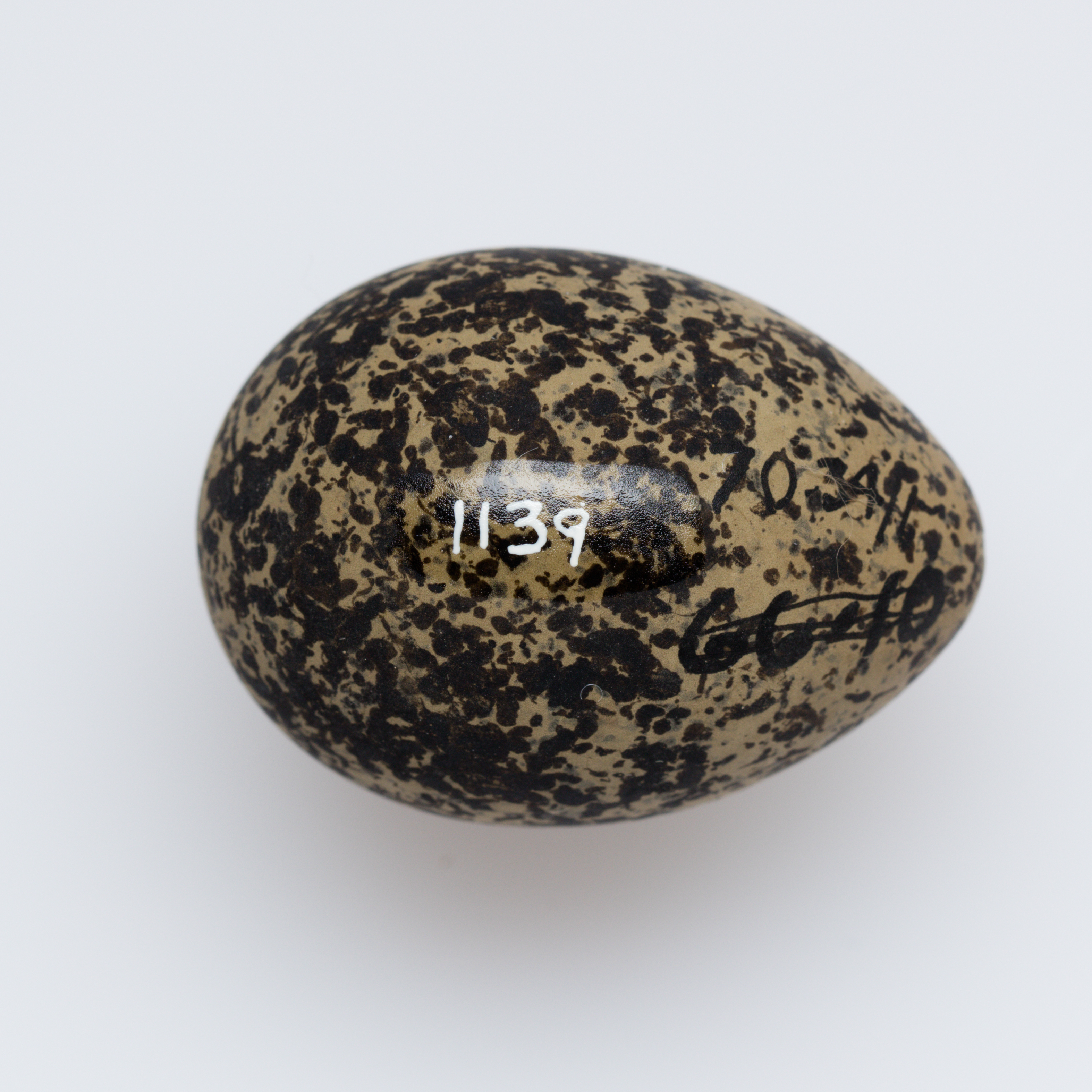
Яйцо в музее
- Лето, юго-восток Квинсленда, Австралия. (Видеофайл)
- Зима, юго-восток Квинсленда, Австралия (Видеофайл)
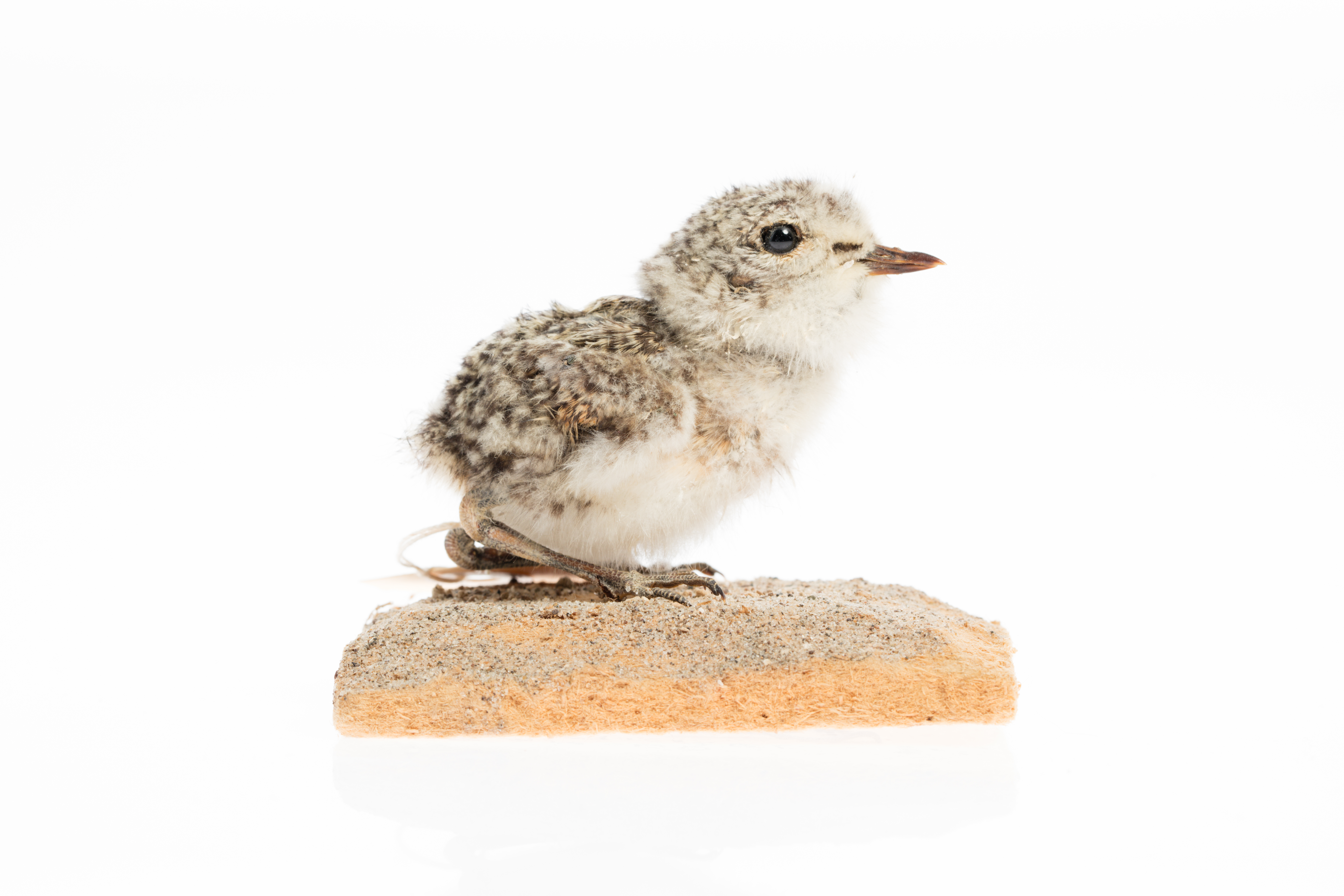
Птенец